# Teri Polo
Teri Polo (született Theresa Elizabeth Polo) (Dover, Delaware, 1969. június 1. –) amerikai színésznő.

## Élete és pályafutása
Gyermekkorában már balettozott, és 17 éves korában New Yorkba költözött, ott modellkedett, majd reklámfilmekben szerepelt.
Pályája először a tánc köré koncentrálódott. Később a filmezés körében tűnt fel. Első nagyobb szerepe a Miért éppen Alaszka? című sorozatban volt. Ezek után színészi pályája elkezdett felfelé ívelni. Már több nagy tudású filmkritikus megmondta, hogy nagyon nagy színésznő, ugyanakkor sokan azt állították, hogy az igazi – hozzá illő – szerepek eljátszására túl fiatal.
Emlékezetes alakítást nyújtott az Apádra ütök, Vejedre ütök és Utódomra ütök filmtrilógiában, ahol többek között Robert De Niro, Ben Stiller, Dustin Hoffman és Barbra Streisand partnere volt.

## Magánélete
1997 és 2005 között Anthony Moore házastársa volt. Egy fia (2002) és egy lánya (2007) van.

## Válogatott filmográfia
- Castle (2011) (tévésorozat)
- Esküdt ellenségek: Los Angeles (2010–2011)
- Utódomra ütök (2010)
- Love Is a Four Letter Word (2007) (tévéfilm)
- És eljő a rettegés (2006) (tévéfilm)
- For the Love of a Child (2006) (tévéfilm)
- Az elnök emberei (2005–2006) (tv-sorozat)
- Vejedre ütök (2004)
- Határok nélkül (2003)
- I'm with Her (2003) (tévéfilm)
- Tiszta szívből (2003) (tévéfilm)
- Második nekifutásra (2002) (tévéfilm)
- Kimondatlan (2001)
- A vér kötelez (2001)
- Apádra ütök (2000)
- A Father for Brittany (1998) (tévéfilm)
- The Marriage Fool (1998) (tévéfilm)
- Frankenstein háza (1997) (tévéfilm)
- Danielle Steel: Teljes kör (1996) (tévéfilm)
- Galaktikus támadás (1996)
- Golden Gate (1994)
- A fejvadásznő (1993)
- A léc hátán is megélnek (1993)
- Boldog boldogtalan (1992)
- Szombat esti frász (1991)
- Born to Ride (1991)
- Az Operaház Fantomja (1990) (tévéfilm)
- A felső tízezer (tévéfilm)